# Persona desplazada

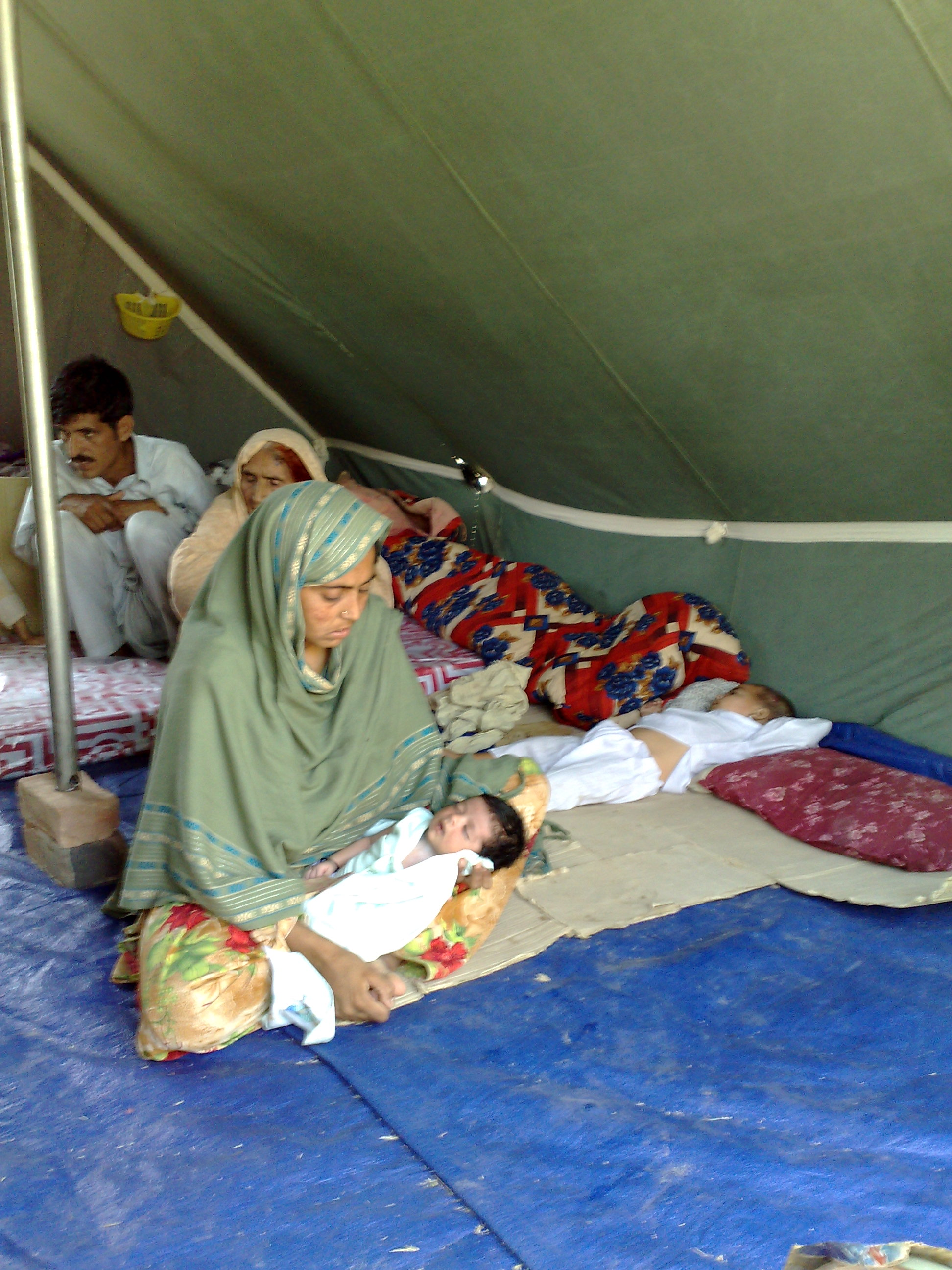
El campo de refugiados de Amam recibe el nombre de la primera persona que nació en él en 2009; Amam significa paz

Una persona desplazada es aquella que se ha visto obligada a abandonar su hogar o residencia habitual en el marco de un fenómeno conocido como migración forzosa.
Aproximadamente 59,5 millones de personas se encuentran bajo esta condición por todo el mundo, lo cual constituye la cifra más elevada desde la Segunda Guerra Mundial la cual dejó a 9,5 millones de personas refugiadas, 1,8 millones se encontraban en asilo humanitario y 38,2 millones constaban como desplazados internos.

## Origen del término
El término se empezó a popularizar durante la Segunda Guerra Mundial y el consiguiente éxodo de refugiados procedentes de Europa del Este. En aquel entonces se empleaba, en concreto, para referirse a aquellas personas a quienes se les expulsaba de su país natal en calidad de refugiados, presos o nuevos esclavos. 
A partir de la segunda mitad del siglo XX, el término ha experimentado un incremento significativo de sus acepciones. Por lo demás, a otros conceptos como  migrante forzoso y refugiado se les da a menudo un uso equivalente, generando confusión entre la categoría genérica de todo aquel que abandona su hogar y la figura del refugiado que, goza de un amparo específico por parte del derecho internacional. 
La mayor parte de las víctimas de la Segunda Guerra Mundial así como de los refugiados políticos y de los desplazados que dejó aquella contienda, eran ciudadanos que procedían de Ucrania, Polonia, países eslavos o los Estados bálticos y que se negaban a regresar a sus países de origen tras el telón de acero. 
Se cree que fue Eugene M. Kulischer quien acuñó el término.

## Aspectos del derecho internacional
Desde el momento en que la persona desplazada cruza una frontera internacional y se acoge a los instrumentos jurídicos pertinentes, adquiere la condición de refugiado en virtud de la Convención sobre el Estatuto de los Refugiados. El migrante forzoso que ha abandonado su hogar debido a la violencia generalizada o a la persecución política, pero que no ha cruzado ninguna frontera internacional, pertenece a la categoría de desplazado interno (IDP) y recibe una protección jurídica internacional más difusa. 
El desplazamiento, por la fuerza, de refugiados y desplazados internos, con arreglo a políticas de Estado reconocibles, constituye uno de los casos de traslado poblacional forzoso. Cuando el desplazado cruza una frontera internacional sin el permiso del país de acogida, se convierte en inmigrante ilegal.  
El desplazado que huye de la pobreza es un exponente de la migración económica. En esa categoría cabe ubicar el caso concreto del desplazamiento inducido por el desarrollo, en el cual la población se ve obligada a abandonar su lugar de origen a causa de proyectos desarrollistas como la construcción de presas o centrales hidroeléctricas. El término desplazado interno suele referirse a  migrantes por causas no económicas; por ejemplo, la guerra o la persecución.  
Los desplazamientos poblacionales también pueden ser consecuencia de desastres naturales o catástrofes provocadas por el ser humano, como la desertificación o la subida del nivel del mar, derivados de un cambio climático a largo plazo.  
Toda persona que se vea obligada a desplazarse por este tipo de causas recibe el título de refugiado medioambiental, y puede hacerlo dentro de su país o transfronterizo. Si bien las naciones extranjeras ofrecen ayuda en estas circunstancias, los refugiados medioambientales no pueden acogerse a ningún instrumento de derecho internacional.  
Los desplazamiento internos se categorizan a partir de los desplazamientos por riesgo, que son aquellos motivados por deportaciones, conflictos y desastres; y los desplazamientos por adaptación, relacionado con flujos voluntarios, inducidos por el desarrollo o asociados a causas medioambientales.  
Tras los efectos devastadores del Huracán Katrina en 2005, se registraron casos bajo el término refugiado para referirse a las víctimas de esta catástrofe climática y sus secuelas, pero después de un debate de acordó utilizar el término evacuado. Organismos como ACNUR se oponen a la denominación de refugiado, que tiene una estricta definición jurídica, para el caso de migrantes medioambientales.